# フジテレビ系列土曜夜7時台枠のアニメ
フジテレビ系列土曜夜7時台枠のアニメ（フジテレビけいれつどようよるしちじだいわくのアニメ）は、過去フジテレビ系列の土曜19時台に放送されたテレビアニメの作品一覧である。
なおかつてこの時間帯で放送されたテレビドラマに関しては、

## 歴史
この時間帯は、前半の時間帯は1960年代のみ、後半の時間帯は『ソーラ来た来た』のみ1960年代で、後は1980年代以降と、極端に放送期間が分かれているのが特徴である。

### 前半
- 初期は海外作品を放送、そして1964年1月4日に、国産初の30分テレビアニメシリーズ『鉄腕アトム』（第1作）がこの枠に移動、常時20%の高視聴率を稼ぐ人気アニメとなった。
- 『アトム』終了後もアニメは継続されるが、次第に人気作が少なくなっていった。そして1968年4月6日開始の『あかねちゃん』は、3ヶ月で日曜19:30へ移動して、この枠のアニメは終了。以後現在に至るまで、この枠では45年以上もアニメが放送されていない。
  - ただし、1969年1月から3月まで、アニメを合成した特撮テレビドラマ『バンパイヤ』（木曜19:00から移動）が放送されていたことがある。さらに1985年10月から1991年9月まで放送されていた『所さんのただものではない!』にアニメコーナーがあり、それを加えるとこの時期は18時台前半を除けば土曜の夕方・夜に1時間半アニメ番組が連続したことになる（番組スタートの半年前に18時台前半は報道番組となり、さらに『所さん～』と19時台後半の番組枠統合で土曜19時台アニメ枠が消滅）。

### 後半
- 初作品は、前年に日曜20時台で放送した『強妻天国』のリバイバル版である海外作品『ソーラ来た来た』。しかしその後は長期に渡って、キッコーマン一社提供ドラマ→『スター千一夜』を中心にした帯番組→土曜20時枠と統合した90分番組が続き、1980年10月に30分音楽番組『アップルハウス』を半年放送した後、この枠の初の国産アニメ『フーセンのドラ太郎』で17年半ぶりに再開。その後はクイズ番組『映像クイズ・ア!知ッテレビジョン』で中断しながらアニメを続けるが、あらゆる番組が半年以内で打ち切られる迷走期に入っており、『タイムボカンシリーズ』の新作『イタダキマン』もこの枠では人気が出ず、ついにシリーズが終結（実際は中断）してしまい、この枠もアニメも再び中断した。
- それから2年後に『ハイスクール!奇面組』が開始、この枠では久々のヒット作となった。しかし以後の作品は『ついでにとんちんかん』しかヒットせず、続く『名門!第三野球部』『らんま1/2』『ドラゴンクエスト』は連続で放送枠移動・ローカル枠降格を余儀なくされ[1]、結局『ドラゴンクエスト』が1990年9月22日放送分をもって一旦打ち切りとなり[2]、廃枠となった。

## 作品リスト

### 19時00分 - 19時30分
| タイトル                   | 放映期間                      | 話数 | 製作会社                  | 原作       | 声の出演                                           | 備考  |
| -------------------------- | ----------------------------- | ---- | ------------------------- | ---------- | -------------------------------------------------- | ----- |
| 出てこいキャスパー         | 1962年10月6日 - 1963年4月13日 | ？   | ハーベイ・カートゥーン    | ？         | 上原ゆかり                                         | [ 3 ] |
| ヘッケルとジャッケル       | 1963年4月20日 - 9月28日       | ？   | ポール・テリー （製作者） | ？         | 長門勇、三波伸介、牟田悌三                         |       |
| マンガで行こう!            | 1963年10月 - 12月             | ？   | ？                        | ？         | ？                                                 | [ 4 ] |
| 鉄腕アトム （第1作）       | 1964年1月4日 - 1966年12月31日 | 140  | 虫プロダクション          | 手塚治虫   | 清水マリ、勝田久、矢島正明、水垣洋子、小宮山清     | [ 5 ] |
| 悟空の大冒険               | 1967年1月7日 - 9月30日        | 39   | 虫プロダクション          | 手塚治虫   | 右手和子、野沢那智、滝口順平、愛川欽也、増山江威子 |       |
| おらあグズラだど （第1作） | 1967年10月7日 - 1968年3月30日 | 26   | タツノコプロ              | 笹川ひろし | 大平透、東美江、松尾佳子、富山敬、麻生みつ子       | [ 6 ] |
| あかねちゃん               | 1968年4月6日 - 6月29日        | 13   | 東映動画                  | ちばてつや | 松島みのり、高橋和枝、杉山佳寿子、市川治           | [ 7 ] |

### 19時30分 - 20時00分（→19時58分）
| タイトル                                                                                         | 放映期間                       | 話数 | 製作会社                                | 原作                                                        | 声の出演                                                                                           | 備考   |
| ------------------------------------------------------------------------------------------------ | ------------------------------ | ---- | --------------------------------------- | ----------------------------------------------------------- | -------------------------------------------------------------------------------------------------- | ------ |
| ソーラ来た来た （原始家族フリントストーン）                                                      | 1963年7月 - 10月19日           | ？   | ハンナ・バーベラ・プロダクション        | ウィリアム・ハンナ ジョセフ・バーベラ                       | 大平透、香椎くに子、田の中勇、向井真理子                                                           | [ 8 ]  |
| （この間、非アニメ番組）                                                                         |                                |      |                                         |                                                             | |        |
| フーセンのドラ太郎                                                                               | 1981年4月11日 - 8月1日         | 13   | 日本アニメーション                      | 山田洋次                                                    | なぎらけんいち、渡辺恵美子、槐柳二、片岡富枝、玉川砂記子                                           |        |
| （この間は20:54までの単発特番と『映像クイズ・ア!知ッテレビジョン』を放送）                       |                                |      |                                         |                                                             | |        |
| 科学救助隊テクノボイジャー                                                                       | 1982年4月17日 - 9月11日        | 18   | じんプロダクション                      |                                                             | 武岡淳一、伊藤真奈美、富山敬、中尾隆聖、青野武                                                     |        |
| ぼくパタリロ!                                                                                    | 1982年10月9日 - 1983年3月26日  | 24   | 東映動画                                | 魔夜峰央                                                    | 白石冬美、曽我部和行、藤田淑子                                                                     | [ 9 ]  |
| イタダキマン                                                                                     | 1983年4月9日 - 9月24日         | 20   | タツノコプロ                            | 九里一平 タツノコプロ企画室                                 | 田中真弓、及川ひとみ、小原乃梨子、八奈見乗児、たてかべ和也                                         | [ 10 ] |
| （この間は『みんな出て恋恋来い!』と、19:00からの番組『クイズ地球どんぶり!』『ザ・対決!』を放送） |                                |      |                                         |                                                             | |        |
| ハイスクール!奇面組                                                                              | 1985年10月12日 - 1987年9月26日 | 86   | NAS 土田プロダクション→スタジオコメット | 新沢基栄                                                    | 千葉繁、玄田哲章、二又一成、龍田直樹、塩沢兼人                                                     | [ 11 ] |
| ついでにとんちんかん                                                                             | 1987年10月17日 - 1988年10月1日 | 43   | NAS スタジオコメット                    | えんどコイチ                                                | 吉村よう、塩沢兼人、金丸淳一、日髙のり子                                                           | [ 12 ] |
| 名門!第三野球部                                                                                  | 1988年10月22日 - 1989年3月25日 | 17   | NAS スタジオコメット                    | むつ利之                                                    | 菊池英博、鶴ひろみ、玄田哲章、千葉繁                                                               | [ 13 ] |
| らんま1/2                                                                                        | 1989年4月15日 - 9月16日        | 18   | キティ・フィルム スタジオディーン       | 高橋留美子                                                  | 山口勝平、林原めぐみ、緒方賢一、日高のり子、高山みなみ、井上喜久子、大林隆介、山寺宏一、佐久間レイ | [ 14 ] |
| ドラゴンクエスト                                                                                 | 1989年12月2日 - 1990年9月22日  | 32   | NAS スタジオコメット                    | エニックス バードスタジオ アーマープロジェクト チュンソフト | 古谷徹、勝生真沙子、桜井敏治、キートン山田、三田ゆう子                                             | [ 15 ] |